# Revista da Rede de Enfermagem do Nordeste
A Revista da Rede de Enfermagem do Nordeste (Rev Rene) é um periódico científico editado pelo Departamento de Enfermagem da UFC e do Programa de Pós-Graduação em Enfermagem da UFC. Publicada desde seu lançamento em 2000, esta revista está indexada em vários indexadores como Latindex e a base Web of Science.
A Rev Rene é um periódico acadêmico de alto impacto acadêmico no campo da enfermagem em virtude de ser editado por um dos principais programas de pós-graduação em enfermagem do Brasil, o único do Norte e Nordeste que detém a nota máxima (nota 7) da Avaliação Quadrienal da CAPES para o ano de 2017 a 2020.
Na avaliação do Qualis realizada pela Coordenação de Aperfeiçoamento de Pessoal de Nível Superior (CAPES), este periódico foi classificado no extrato B1 para a área de Enfermagem.